# Арам
Арам — термін, який позначав арамейські держави та регіони епохи пізньої бронзи та раннього заліза на території Леванту та Сирії. Зазвичай стосувався назви наймогутніших держав Дамаску та Арпада, що існували в Сирії з Х ст. по VIII ст. до н.е.

## Назва
Найдавніша згадка терміну «Арам» знаходиться в єгипетському топонімі часів правління Аменхотепа III (прав. 1391 – 1353 рр. до н. е.), який розміщує Арам у центральній Сирії. Перша згадка про арамеїв зустрічається в написах Тіглатпаласара I з Ассирії (прав. 1114 – 1076 рр. до н. е.), де вони постають як напівкочові племена, що здійснювали вторгнення до Ассирії. Ці племена проживали по всьому північному Леванту та Месопотамії протягом залізної доби. У деяких випадках вони утворювали важливі держави, а в інших вони залишалися простими племінними утвореннями. Хоча вони могли мати спільного епонімічного предка, їх об'єднувала арамейська мова. У політичному сенсі термін «Арам» використовувався для позначення царства Дамаск (південна Сирія) або місто Арпад (північна Сирія). У Біблії воно найчастіше використовується для позначення Дамаска. Сполучення імені Арам з іншими топонімами є унікальним для Біблії: Арам-Бет-Рехоб, Арам-Дамаск, Арам-Мааха, Арам-Нахараїм, Арам-Зобах та Паддан-Арам. Деякі з них були державами, а інші - регіонами.

## Історичні свідчення про держави Араму
Частіше всього назва стосувалася наймогутнішої арамейської держави - Дамаск (бл. 950 – 732 рр. до н. е.). Багато відомо про цю державу з біблійних та ассирійських джерел. Найбільших розмірів Арам досяг в ІХ ст. до н.е. за царя Бен-Хадад І, якому вдалося підкорити північну Палестину. Його наступник був Хадад-Езер (Бен-Хадад II), який очолював коаліцію, що протистояла Ассирії (на чолі з Салманасаром III) у битві при Каркарі (853 р. до н. е.), та зміг відбити напад Ассирії. Протягом більшої частини своєї історії Дамаск конфліктував з Ізраїлем та Юдеєю на півдні та іншими арамейськими державами на півночі, окрім Ассирії. За часів правління Азаїла (бл. 844 – 803 рр. до н.е.) Дамаск домінував в обох напрямках, приєднавши до Араму Зайордання. Також брав данину з Ізраїлю та Юдеї і захопив філістимське місто Гат, що дало змогу створити важливу, хоча й недовговічну, Левантійську імперію (Арамську державу), підкоривши усю Сирію та Ханаан. За Бен-Хадада ІІІ на початку VIII ст. до н.е. в результаті внутрішніх соціальних проблем та воєн Дамаське царство почало занепадати. Спроби його правителів захопити Хамат і Самарію завершилися невдачею. В 732 р. до н.е. при Резоні II Дамаск було захоплено військами асирійського царя Тіглатпаласара ІІІ, а самого Резона ІІ було страчено, що поклало край існуванню цієї держави.
Ще одним важливим арамейським царством був Арпад, також відомий як Біт-Аґуші (бл. 900 – 740 рр. до н.е.). Ця держава була Арамом північної Сирії. Одним з її релігійних центрів було місто Халаб (Алеппо), де розташовувався храм бога бурі (Баал-Хадад). Стародавні арамейські написи, знайдені в Сафірі (Sefire steles), фіксують договір між Матіелем, сином Аттарсамака, царя Арпада, та Бар-гаєю, царем КТК (ідентифікація дискусійна) бл. 754 р. до н. е.
Гуза або Гозан (суч. Тель-Халаф) — арамейське царство в районі річки Хабур (бл. 925 – 800 рр. до н.е.). Двоє його царів відомі з їхніх написів: Хадад-їті (Hadad-yith'i) (бл. 850 – 825 рр. до н.е.) — з двомовного напису арамейською та ассирійською мовами, викарбуваного на його статуї (найдавніший збережений довгий арамейський текст), та Капара (бл. 825 – 800 рр. до н.е.) — з його клинописних написів.
Деякі арамейські царства мали значну лувійську популяцію. Наприклад, у Хаматі (суч. Хама) на річці Оронт у центральній Сирії правив цар з лувійським ім'ям Ірхулені (Урхіліна) бл. 870 – 840 рр. до н.е., який очолював Хамат у його опорі Салманасару III та писав свої написи ієрогліфічною лувійською мовою. Один з його арамейських царів, Заккур, відомий завдяки його меморіальній стелі (Stele of Zakkur) бл. 800 р. до н.е. Іншими державами з арамейським та лувійським населенням були Самал (Ядія), Біт-Адіні (Масуварі) та Умкі (Патіна).
Ассирійці поклали край усім цим царствам. Багато арамеїв були депортовані до Ассирії та її території. Це призвело до того, що арамейська мова стала лінгва франка на стародавньому Близькому Сході ближче до кінця Ассирійської імперії та пізніше (бл. 700 – 250 рр. до н.е.). 
Серед деяких важливих арамейських божеств були бог бурі Адад (Хадду), Нанна (Сін), бог місяця міста Харран, бог сонця Шамаш та астральне божество Астар (чоловіча Венера).

## Царство Дамаск у Біблії
«І послав їх Аса до Бен-Гадада, сина Тавримонна, сина Хезйонового, сирійського царя, що сидів у Дамаску, говорячи: 19 «Є умова між мною та між  тобою, між батьком моїм та між батьком твоїм. Ось послав я тобі дара, срібла та золота, - іди, зламай умову свою з  Башею), царем 
Ізраїлевим, і нехай віни відійде  від  мене». 20 І послухався Бен-Гаддад царя Аси, і послав він провідників свойого війська на Ізраїлеві міста,
та й побив Іййона, і Дана, і Авела  Бат-Мааху, і всього Кінерота та всю 
землю Нефталимову.» (Біблія. Перша книга царів. 15. 18-20.)
20.1. «А Бен-Гадад, цар сирійський, зібрав усе своє військо та тридцять і два царі з ним, і коні, і колесниці. І пішов він, і обліг Самарію та й воював проти неї. 2 І послав він послів до Ахава, царя Ізраїлевого, до міста.» (Біблія. Перша  книга царів. 20.1-2.)
8.13 «А Газаїл сказав: «Та що таке твій раб, цей пес, що зробить таку велику річ?». І сказав Єлисей: «Господь показав мені тебе царем над Сирією!». (Біблія. Друга книга царів. 8.13.)

## Царі Дамаску
- Резон I (950–920 до н. е.)
- Табріммон (920–890 до н. е.)
- Бен-Хадад I (890–860 до н. е.)
- Бен-Хадад II (860–842 до н. е.)
- Азаїл (842–808 до н. е.)
- Бен-Хадад III (808–770 до н. е.)
- Табаїл (770–742 до н. е.)
- Резон II (742–732 до н. е.)
- підкорено Асирією (732 до н. е.)